# Anna Ozerova
Anna Ozerova (* 17. Oktober 1997) ist eine lettische Tennisspielerin.

## Karriere
2016 wurde Anna Ozerova für die lettische Billie-Jean-King-Cup-Mannschaft nominiert und bestritt zusammen mit Dārta-Elizabete Emuliņa ein Doppel gegen Belgien, das die beiden mit 0:6 und 1:6 gegen Ysaline Bonaventure und An-Sophie Mestach verloren.
2017 startete sie im Juni mit ihrer Partnerin Arewik Tumanjan bei ITF Future Nord im Damendoppel, wo die beiden aber bereits in der ersten Runde gegen die an Position drei gesetzte Paarung Petra Januskova und Anette Munozova mit 1:6 und 3:6 verloren.
2022 startete sie in der 2. Tennis-Bundesliga für den TC Grün-Weiss Aachen, wo sie ein Einzel bestritt, das sie verlor.
2023 im Mai startete sie mit Partnerin Margarita Ignatjeva beim ITF Women Troisdorf, wo die beiden in der ersten Runde gegen Sofia Costoulas und Lara Salden mit 1:6 und 2:6 verloren. Im Juni erreichten die beiden das Finale im Doppel beim W15 ITF-Turnier in Kočevje, wo sie Ștefana Lazăr und Vittoria Modesti mit 6:4, 5:7 und [3:10] unterlagen. Bei den mit 60.000 US-Dollar dotierten Liepāja Open erhielt sie im Juli sowohl für das Einzel als auch für das Doppel zusammen mit ihrer Partnerin Margarita Ignatjeva eine Wildcard. Im Einzel verlor sie in der ersten Rundem mit 5:7 und 4:6 gegen Beatrise Zeltiņa. Im Doppel verloren die beiden gegen Çağla Büyükakçay und Lina Gjorcheska mit 6:4, 4:6 und [9:11].